# USS Lansdale (DD-426)
USS Lansdale (DD-426) là một tàu khu trục thuộc lớp Benson của Hải quân Hoa Kỳ đã phục vụ trong suốt Chiến tranh Thế giới thứ hai cho đến khi bị không kích đối phương đánh chìm tại Địa Trung Hải năm 1944. Nó là chiếc tàu chiến thứ hai của Hải quân Mỹ được đặt tên theo Trung úy Hải quân Philip Lansdale (1858-1899), người tử trận trong cuộc Nội chiến Samoa thứ hai.

## Thiết kế và chế tạo
được đặt lườn tại Xưởng hải quân Boston vào ngày 19 tháng 12 năm 1938. Nó được hạ thủy vào ngày 30 tháng 10 năm 1939; được đỡ đầu bởi bà Ethel S. Lansdale, vợ góa Trung úy Lansdale, và được cho nhập biên chế tại Boston, Massachusetts vào ngày 17 tháng 9 năm 1940 dưới quyền chỉ huy của Hạm trưởng, Thiếu tá Hải quân John D. Connor.

## Lịch sử hoạt động

### 1941
Sau khi chạy thử máy tại vùng biển Caribe, Lansdale rời Boston vào ngày 18 tháng 1 năm 1941 để làm nhiệm vụ Tuần tra Trung lập tại vùng biển Caribe, di chuyển ngoài khơi Cuba, quần đảo Virgin, Martinique và quần đảo Tây Ấn trước khi quay trở về Boston vào ngày 6 tháng 3. Sau hoạt động huấn luyện hộ tống dọc theo bờ biển Đại Tây Dương, nó bảo vệ các tàu vận tải đi từ Charleston, South Carolina đến Argentia, Newfoundland vào cuối tháng 6, và rời Argentia vào ngày 30 tháng 6 trong một chuyến tuần tra trung lập đến Iceland. Trong thời gian còn lại của năm, nó thực hiện ba chuyến hộ tống vận tải giữa Newfoundland và Iceland. Nó đang trên đường đi Hvalfjörður, Iceland khi Hoa Kỳ chính thức tham chiến do việc Đế quốc Nhật Bản bất ngờ tấn công Trân Châu Cảng vào ngày 7 tháng 12 năm 1941; và nó thực hiện chuyến quay trở về Boston từ ngày 15 đến ngày 24 tháng 12.

### 1942
Lansdale hộ tống bảy tàu vận tải chuyển quân đi từ New York đến Key West, Florida từ ngày 2 đến ngày 27 tháng 1 năm 1942, trước khi đi đến Casco Bay, Maine vào ngày 1 tháng 2 để phục vụ như tàu canh phòng máy bay cho tàu sân bay Wasp. Trong sáu tháng tiếp theo, nó làm nhiệm vụ tuần tra chống tàu ngầm và hộ tống suốt từ vùng bờ Đông đến Iceland, biển Caribe, kênh đào Panama và vùng vịnh Mexico. Từ ngày 8 tháng 5 đến ngày 21 tháng 5, nó tuần tra tại khu vực Đại Tây Dương giữa Puerto Rico và Bermuda cùng các tàu tuần dương hạng nhẹ Savannah và Juneau, rồi tiếp nối hoạt động hộ tống ngoài khơi Norfolk, Virginia.
Vào ngày 9 tháng 8, Lansdale tham gia một đoàn tàu ngoài khơi Halifax, Nova Scotia để hướng sang Bắc Ireland. Đi đến Lisahally vào ngày 18 tháng 8, nó quay trở về trong thành phần hộ tống một đoàn tàu đi từ Greenock, Scotland đến New York từ ngày 27 tháng 8 đến ngày 5 tháng 9. Sau một chuyến hộ tống vận tải khác đi từ New York ngang qua Halifax để đến Bắc Ireland, nó quay trở về New York từ ngày 10 đến ngày 21 tháng 10 hộ tống cho thiết giáp hạm Arkansas, rồi khởi hành vào ngày 2 tháng 11 cùng với Lực lượng Đặc nhiệm 34 để hộ tống Đoàn tàu UGF 2 đi sang Bắc Phi. Đi đến Safi, Maroc vào ngày 18 tháng 11, nó tuần tra các lối tiếp cận Safi và Casablanca cho đến ngày 22 tháng 12, khi nó lên đường quay trở về New York cùng một đoàn tàu gồm 41 tàu vận tải và sáu tàu hộ tống.

### 1943
Về đến New York vào ngày 10 tháng 1 năm 1943, Lansdale được đại tu cho đến ngày 30 tháng 1, khi nó lên đường đi sang Bắc Ireland cùng một đoàn tàu vận tải. Đi đến Derry vào ngày 9 tháng 2, nó tham gia cùng các đơn vị thuộc Đội hộ tống 42 Anh và khởi hàng vào ngày 15 tháng 2 để hộ tống Đoàn tàu UC 1 gồm các tàu chở dầu đi từ Anh sang Tây Ấn. Khi đoàn tàu đi đến phía Nam quần đảo Azores vào ngày 23 tháng 2, một "bầy sói" (Wolfpack) bao gồm sáu đến mười tàu ngầm U-boat Đức đã thực hiện những cuộc tấn công hàng loạt vào sáng sớm và chiều tối, đánh chìm ba tàu chở dầu và làm hư hại hai chiếc khác. Lansdale thực hiện nhiều đợt phản công chống tàu ngầm nhưng không rõ kết quả, nhưng nó bắn trúng một chiếc U-boat đang lặn hai đêm sau đó bằng hỏa lực pháo 5 in (130 mm). Cho dù các cuộc tấn công lẻ tẻ tiếp tục cho đến ngày 27 tháng 2, sự phản ứng kịp thời và tích cực của các tàu hộ tống Hoa Kỳ đã giúp không có thêm tổn thất nào khác.
Lansdale đi đến Port-au-Spain, Trinidad vào ngày 6 tháng 3 như là tàu hộ tống cho chiếc SS Maasyerk, trước khi tiếp tục đi đến Curaçao, Antille thuộc Hà Lan trong các ngày 8-9 tháng 3 cho các nhiệm vụ hộ tống khác. Từ ngày 20 tháng 3 đến ngày 6 tháng 10, nó thực hiện tám chuyến hộ tống vận tải đến các cảng thuộc vùng biển Caribe và Anh Quốc, ba chuyến hộ tống giữa Curaçao và New York, xen kẻ với các hoạt động tuần tra và hộ tống đến Puerto Rico và quần đảo Virgin.

### 1944
Tiếp tục nhiệm vụ hộ tống vận tải ngoài khơi Norfolk, Virginia, Lansdale thực hiện một chuyến đi khứ hồi đến Casablanca từ ngày 3 tháng 11 đến ngày 17 tháng 12, trước khi lại lên đường đi sang Bắc Phi vào ngày 13 tháng 1 năm 1944. Nó đi đến Casablanca vào ngày 1 tháng 2, và tiếp tục hành trình vào ngày hôm sau, đi ngang qua Oran và Algiers để đến Tunis vào ngày 10 tháng 2. Sau khi hộ tống tàu tuần dương hạng nhẹ Brooklyn đi Algiers, nó đi đến Pozzuoli, Ý vào ngày 14 tháng 2 cho các hoạt động ngoài khơi bãi đổ bộ tại Anzio. Quay trở về Oran từ ngày 22 đến ngày 26 tháng 3, nó truy lùng tàu ngầm Đức và hộ tống cho tàu tuần dương hạng nhẹ Philadelphia trong hoạt động bắn phá bờ biển và cung cấp hỏa lực hỗ trợ cho các hoạt động từ Naples đến Anzio.
Lansdale khởi hành từ Oran vào ngày 10 tháng 4 để gia nhập Đoàn tàu UGS 37, bao gồm 60 tàu buôn và sáu tàu đổ bộ LST đi từ Norfolk đến Bizerte. Lúc 23 giờ 30 phút ngày 11 tháng 4, khoảng từ 16 đến 25 máy bay ném bom Dornier và Junkers của Đức đã tấn công đoàn tàu ngoài khơi mũi Bengut, Algeria. Trong một giờ sau đó, những máy bay tấn công đã thả pháo sáng và tấn công bằng ngư lôi và bom điều khiển vô tuyến vào đội hình chặt chẽ của đoàn tàu vận tải. Cho dù tàu khu trục hộ tống Holder bị đánh trúng một quả ngư lôi giữa tàu, những màn khói ngụy trang cùng hỏa lực phòng không mạnh mẽ chính xác đã đẩy lui máy bay đối phương. Phía Đức tổn thất bốn máy bay mà không đánh chìm được con tàu nào.
Tách khỏi Đoàn tàu UGS 37 vào ngày 12 tháng 4, Lansdale hộ tống ba tàu buôn đi từ Oran để gia nhập Đoàn tàu GUS 36 hướng sang phía Tây. Sau đó nó khởi hành từ Oran vào ngày 18 tháng 4 để gia nhập Đoàn tàu UGS 38 vào ngày hôm sau. Được bố trí phía trước bên mạn trái của đoàn tàu, nó hoạt động như một tàu gây nhiễu điện tử chống lại bom điều khiển bằng vô tuyến cũng như canh phòng chống tàu ngầm U-boat. Khi đi dọc theo bờ biển Algerie vào ngày 20 tháng 4, họ tiếp cận địa điểm ngoài khơi mũi Bengut nơi Không quân Đức đã tấn công Đoàn tàu UGS 37 vào ngày 11-12 tháng 4. Cho dù đã cảnh báo về khả năng bị tấn công suốt buổi xế trưa và xế chiều, đoàn tàu vẫn không tránh khỏi cuộc không kích được phía Đức tung ra không lâu sau 21 giờ 00.
Tấn công lúc trời sụp tối ngày 20 tháng 4, máy bay Đức bay men theo bờ và ở độ cao ngay trên mặt nước để lẩn tránh radar cho đến khi chúng xuất hiện hầu như ngay bên trên đoàn tàu vận tải. Khoảng 18 đến 24 máy bay ném bom Junkers và Heinkel đã tấn công làm ba đợt chỉ vài phút sau khi tàu khu trục hộ tống Joseph E. Campbell thuộc lực lượng bảo vệ vòng ngoài báo cáo: "Bọn chúng đang ở quanh tôi… máy bay đối phương, máy bay đối phương". Đợt thứ nhất với khoảng chín chiếc máy bay ném bom Junkers Ju 88 đã tấn công ngay trước mặt. Các quả ngư lôi của chúng đã gây hư hại cho SS Samite và làm kích nổ đạn dược chuyên chở trên chiếc SS Paul Hamilton, khiến nó nổ tung và làm tất cả 580 người trên tàu thiệt mạng. Đợt thứ hai với khoảng bảy máy bay Junkers đánh vào sườn phải của đoàn tàu và gây hư hại cho thêm hai tàu buôn; một chiếc bị đắm sau đó. Đợt thứ ba bao gồm khoảng năm chiếc Heinkel He 111 đã đánh vào phía đầu đoàn tàu vận tải bên sườn trái, vị trí trực chiến của Lansdale.

#### Bị mất

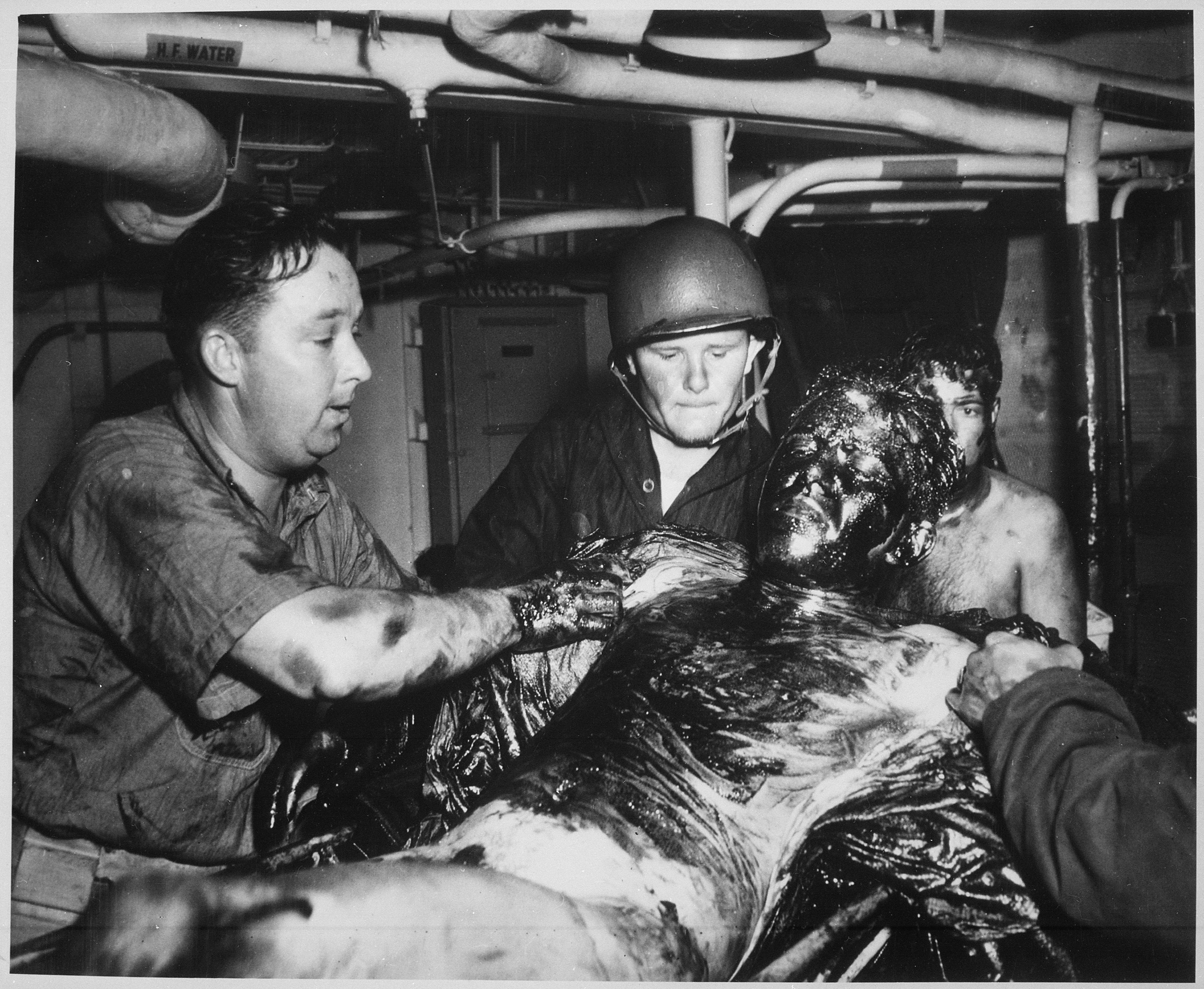
Cứu vớt những người sống sót từ Lansdale

Bị chiếu sáng bởi vụ nổ của Paul Hamilton lúc 21 giờ 04 phút, Lansdale bị tấn công ở cả hai phía mạn phải và mạn trái bởi hai hay ba lượt tấn công. Khi những chiếc Heinkel tiếp cận phía mũi từ mạn trái và phóng trượt hai qua ngư lôi, Lansdale bẻ lái sang mạn phải để đánh trả năm chiếc Ju-88 đang hướng ra phía biển từ đoàn tàu vận tải. Hỏa lực của nó đã bắn trúng một chiếc bay dọc mạn phải, nhưng trong khi nó rơi phía đuôi tàu, một chiếc khác phóng một quả ngư lôi ở khoảng cách 500 yd (460 m) bên mạn phải trước khi băng ngang phần sàn trước dưới hỏa lực phòng không và bị rơi phía đuôi tàu bên mạn trái.
Quả ngư lôi đánh trúng mạn phải con tàu ở phía trước lúc khoảng 21 giờ 06 phút, phá hủy phòng nồi hơi phía trước và mở toang lườn tàu ở cả hai bên mạn. Hầu như bị cắt làm đôi, Lansdale lập tức bị nghiêng đến 12° sang mạn trái; bánh lái của nó bị kẹt ở góc 22° sang mạn phải và con tàu di chuyển ở tốc độ 13 kn (15 mph; 24 km/h) theo một vòng tròn rộng hướng theo chiều kim đồng hồ. Lúc 21 giờ 12 phút, nó lại bị tấn công. Hai máy bay ném bom phóng các quả ngư lôi bên mạn trái nhưng tất cả đều trượt khỏi con tàu đang đi xoay vòng. Bất chấp độ nghiêng đang tăng lên, các khẩu pháo của nó đã bắn rơi một trong những máy bay vừa thả ngư lôi.
Đến 21 giờ 20 phút, hướng đi của con tàu đã thẳng trở lại, nhưng độ nghiêng gia tăng đều đặn. trong vòng hai phút, độ nghiêng đạt đến 45° bất chấp những nỗ lực của thủy thủ đoàn nhằm kiểm soát những hư hỏng. Hạm trưởng của nó, Thiếu tá Hải quân D. M. Swift, ra lệnh bỏ tàu do mối đe dọa nó sẽ bị lật úp hoàn toàn. Đến 21 giờ 30 phút, con tàu bị nghiêng đến 80° và bắt đầu bị vỡ ra; năm phút sau nó vỡ ra làm đôi và phần đuôi nhanh chóng chìm xuống biển. Phần trước con tàu đắm hai mươi phút sau đó trong khi các tàu khu trục hộ tống Menges và Newell bắt đầu các hoạt động cứu hộ.
Hai tàu khu trục hộ tống đã rà soát vùng biển từ 21 giờ 55 phút đến 03 giờ 30 phút sáng hôm sau tìm kiếm những người sống sót. Menges vớt được 115 người, bao gồm hai phi công Đức bị Lansdale hay Newell bắn rơi. Newell vớt được 119 người sống sót, kể cả Thiếu tá Swift. 47 sĩ quan và thủy thủ đã tử trận cùng với Lansdale.

## Phần thưởng
Lansdale được tặng thưởng bốn Ngôi sao Chiến trận do thành tích phục vụ trong Thế Chiến II.